# Oddny Ottarsdottir
Oddny Ottarsdottir es una deportista islandesa que compitió en natación adaptada. Ganó una medalla de bronce en los Juegos Paralímpicos de Nueva York y Stoke Mandeville 1984 en la prueba de 100 m libre (clase C3).

## Palmarés internacional
| Juegos Paralímpicos | Juegos Paralímpicos                                        | Juegos Paralímpicos | Juegos Paralímpicos |
| Año                 | Lugar                                                      | Medalla             | Prueba              |
| ------------------- | ---------------------------------------------------------- | ------------------- | ------------------- |
| 1984                | Nueva York (Estados Unidos) Stoke Mandeville (Reino Unido) | Medalla de bronce   | 100 m libre C3      |